# 陈天觉夫妇墓
陈天觉夫妇墓，位于中国广东省中山市东区库充村金钟山，为香山创县之祖陈天觉及其妻的墓葬，始建于南宋淳熙十年（1183年）。南宋绍兴二十二年（1152年），陈天觉建议设香山县，获诏准，并主持修建县城，此为香山立县之始。1990年12月，列入中山市文物保护单位。
陈天觉夫妇墓的历史年代为宋代。